# Anemocarpa saxatilis
Anemocarpa saxatilis là một loài thực vật có hoa trong họ Cúc. Loài này được (Paul G.Wilson) Paul G.Wilson mô tả khoa học đầu tiên năm 1992.